# Niemil
Niemil (niem. Niehmen) – wieś w Polsce położona w województwie dolnośląskim, w powiecie oławskim, w wiejskiej gminie Oława.
W latach 1975–1998 miejscowość administracyjnie należała do województwa wrocławskiego.
Pierwotnie wieś należąca do zakonu Joannitów, którzy wybudowali nieistniejący dziś kościół, wspomniany pierwszy raz w 1318 r.

## Zabytki
Do wojewódzkiego rejestru zabytków wpisany jest:
- kościół parafialny pw. św. Katarzyny; w 1557 r. - w drugiej połowie XVI w. powstał obecny renesansowy kościół, który w 1607 r. został wzbogacony o renesansową kruchtę, sakramentarium i bogate zdobienia stiukowe sufitu świątyni. W XVIII w. zmieniono wyposażenie wnętrza na barokowe. W drugiej połowie XIX w. przeprowadzono niewielką przebudowę kościoła, nadając zewnętrznej bryle świątyni neogotycki wygląd, zaopatrując ją w krzyże joannitów na pamiątkę ich roli w pierwszych etapach istnienia kościoła oraz dobudowując duża bocznie położoną zakrystię. Świątynia otoczona jest murem, w niewielkim odcinku zabytkowym, zbudowanym z dużych głazów, kościół przebudowany na początku XX w[6].
- Dzwon wiszący w wieży kościelnej z 1472r.